# Michal Hanek
Michal Hanek (Trenčín, 18 settembre 1980) è un calciatore slovacco, difensore del Fomat Martin.

## Statistiche

### Cronologia presenze e reti in Nazionale
| Cronologia completa delle presenze e delle reti in nazionale ― Slovacchia | Cronologia completa delle presenze e delle reti in nazionale ― Slovacchia | Cronologia completa delle presenze e delle reti in nazionale ― Slovacchia | Cronologia completa delle presenze e delle reti in nazionale ― Slovacchia | Cronologia completa delle presenze e delle reti in nazionale ― Slovacchia | Cronologia completa delle presenze e delle reti in nazionale ― Slovacchia | Cronologia completa delle presenze e delle reti in nazionale ― Slovacchia | Cronologia completa delle presenze e delle reti in nazionale ― Slovacchia |
| Data                                                                      | Città                                                                     | In casa                                                                   | Risultato                                                                 | Ospiti                                                                    | Competizione                                                              | Reti                                                                      | Note                                                                      |
| ------------------------------------------------------------------------- | ------------------------------------------------------------------------- | ------------------------------------------------------------------------- | ------------------------------------------------------------------------- | ------------------------------------------------------------------------- | ------------------------------------------------------------------------- | ------------------------------------------------------------------------- | ------------------------------------------------------------------------- |
| 29/04/2002                                                                | Tokyo                                                                     | Giappone                                                                  | 1 – 0                                                                     | Slovacchia                                                                | Coppa Kirin                                                               | -                                                                         | 77’                                                                       |
| 13/02/2003                                                                | Larnaca                                                                   | Cipro                                                                     | 1 – 3                                                                     | Slovacchia                                                                | CYP International Tournament                                              | -                                                                         |                                                                           |
| 29/03/2003                                                                | Skopje                                                                    | Macedonia del Nord                                                        | 0 – 2                                                                     | Slovacchia                                                                | Qual. Euro 2004                                                           | -                                                                         | 90’                                                                       |
| 30/04/2003                                                                | Žilina                                                                    | Slovacchia                                                                | 2 – 2                                                                     | Grecia                                                                    | Amichevole                                                                | -                                                                         |                                                                           |
| 11/06/2003                                                                | Middlesbrough                                                             | Inghilterra                                                               | 2 – 1                                                                     | Slovacchia                                                                | Qual. Euro 2004                                                           | -                                                                         |                                                                           |
| 20/08/2003                                                                | New York                                                                  | Colombia                                                                  | 0 – 0                                                                     | Slovacchia                                                                | Amichevole                                                                | -                                                                         |                                                                           |
| 28/04/2004                                                                | Kiev                                                                      | Ucraina                                                                   | 1 – 0                                                                     | Slovacchia                                                                | Amichevole                                                                | -                                                                         |                                                                           |
| 04/09/2004                                                                | Mosca                                                                     | Russia                                                                    | 1 – 1                                                                     | Slovacchia                                                                | Qual. Mondiali 2006                                                       | -                                                                         | 84’                                                                       |
| 08/09/2004                                                                | Bratislava                                                                | Slovacchia                                                                | 7 – 0                                                                     | Liechtenstein                                                             | Qual. Mondiali 2006                                                       | -                                                                         |                                                                           |
| 09/10/2004                                                                | Bratislava                                                                | Slovacchia                                                                | 4 – 1                                                                     | Lettonia                                                                  | Qual. Mondiali 2006                                                       | -                                                                         |                                                                           |
| 17/11/2004                                                                | Trnava                                                                    | Slovacchia                                                                | 0 – 0                                                                     | Slovenia                                                                  | Amichevole                                                                | -                                                                         | 46’                                                                       |
| 30/03/2005                                                                | Bratislava                                                                | Slovacchia                                                                | 1 – 1                                                                     | Portogallo                                                                | Qual. Mondiali 2006                                                       | -                                                                         | 81’                                                                       |
| 04/06/2005                                                                | Lisbona                                                                   | Portogallo                                                                | 2 – 0                                                                     | Slovacchia                                                                | Qual. Mondiali 2006                                                       | -                                                                         | 63’                                                                       |
| 08/06/2005                                                                | Lussemburgo                                                               | Lussemburgo                                                               | 0 – 4                                                                     | Slovacchia                                                                | Qual. Mondiali 2006                                                       | -                                                                         |                                                                           |
| Totale                                                                    |                                                                           | Presenze                                                                  | 14                                                                        |                                                                           | Reti                                                                      | 0                                                                         |                                                                           |